# Geometra sigaria
Geometra sigaria là một loài bướm đêm trong họ Geometridae.